# Istarú
Istarú es un pueblo indígena de Costa Rica, que en el otorgamiento de encomiendas efectuado en 1569 por el gobernador Pero Afán de Ribera y Gómez fue adjudicado a Cristóbal de Alfaro, junto con los pueblos de Xarixaba y Aquiay. El documento correspondiente indica que Istarú se encontraba "arriba de Coo" (Cot), pero sin duda desapareció poco después, ya que no es mencionado en ningún otro texto posterior.
Se ha querido encontrar en Istarú el origen del nombre del volcán Irazú, a pesar de que la idea semánticamente no es muy probable. Otras versiones consideran que el nombre del volcán deriva de la palabra euskera irazú, que significa lugar de helechos, por la abundancia de éstos en las faldas del Irazú.
- Datos: Q5922978